# Safareig de la Plaça (la Sénia)
El Safareig de la Plaça és una obra de la Sénia (Montsià) inclosa a l'Inventari del Patrimoni Arquitectònic de Catalunya.

## Descripció
Sota la terrassa que perllonga la Plaça Major. El safareig és aixoplugat per un edifici de planta rectangular de murs de maçoneria arrebossada i emblanquinada. S'hi accedeix per una arcada de mig punt amb pedrís inferior, el sostres és modern amb bigues de formigó. És rectangular en forma de receptacle delimitat per quatre parets d'1,20 m aproximadament d'alçada, fetes amb maçoneria a la base i lloses de pedra a sobre amb inclinació cap a l'aigua per a facilitar la rentada de la roba. Unes barres metàl·liques sostenen taulons per dipositar la roba neta. L'aigua entra i surt constantment de la bassa per mantenir-se neta. Fora del safareig hi ha un abeurador per al bestiar amb parets de pedra

## Història
Malgrat aparentment formar part del conjunt d'edificacions de la peixateria municipal i la terrassa que hi ha a nivell de la plaça de l'Església, és anterior als altres dos elements. Va ser construïda al voltant de 1836, ja que consta documentalment que aquest any Antonio Vidal Garcia donà cent duros per a què l'aigua de la séquia que abastia el poble fos portada fins a la Plaça de l'Església i es construïssin en conseqüència el safareig, l'abeurador i la Font Vella de la Plaça d'Espanya. Abans d'aquesta data l'aigua arribava sols fins al lloc anomenat "La Nòria" pel que seria possible que el safareig que allí hi ha sigui anterior a aquest. Els altres dos rentadors del poble són posteriors. La teulada original de l'edifici, a dues vessants, es va enderrocar al construir-se la terrassa superior que ara li fa de sostre, a mitjan segle xx.
En fer obres l'any 1989 aparegué la data de 1878.